# Ludwik Grzebień
Ludwik Grzebień (nascido em 15 de agosto de 1939 em Tułkowice, morreu em 30 de março de 2020 em Cracóvia) - um jesuíta, reitor da Faculdade de Filosofia e Educação " Ignatianum " em Cracóvia nos anos de 2004 a 2010.

## Currículo
Ludwik Grzebień ingressou na Companhia de Jesus em 8 de agosto de 1956 em Stara Wieś e foi ordenado sacerdote em 17 de junho de 1967 em Varsóvia. Ele estudou filosofia na Faculdade de Filosofia da Companhia de Jesus em Cracóvia (1961-1964), teologia na Faculdade de Teologia "Bobolanum" em Varsóvia (1964-1968) e história no Instituto de História da Igreja da Universidade Católica de Lublin (1967-1970). Em 1971, obteve o título de doutor em história da igreja, em 1978 - doutor em ciências teológicas no campo da história da igreja e, em 1990 - professor associado.
Ele trabalhou como assistente na Cátedra de Ciências Auxiliares da História da Igreja da Universidade Católica de Lublin (1972–1973) e lecionou sobre história da igreja na Universidade Cardeal Stefan Wyszyński em Varsóvia (1979–1982). Foi diretor da Editora de Oração para o Apostolado em Cracóvia (1981–1985). Desde 1985, ele lecionou sobre a metodologia e a metodologia do trabalho científico da Faculdade de Filosofia da Companhia de Jesus em Cracóvia, onde em 1988-1994 ele foi o reitor. Ele foi pesquisador da Academia Pontifícia de Teologia em Cracóvia. Ele administrou a Biblioteca de Escritores da Companhia de Jesus em Cracóvia. Em 26 de novembro de 2014, ele recebeu o prêmio do Ministro da Ciência e Ensino Superior por professores acadêmicos por desempenho ao longo da vida, por realizações científicas ou didáticas e por realizações organizacionais em 2014.
Ele colaborou com os editores do dicionário biográfico polonês. Ele publicou mais de 750 trabalhos científicos, principalmente no campo da história da ordem, incluindo 9 livros, incluindo:
- Organizacja bibliotek jezuickich w Polsce od XVI do XVIII w., Lublin 1975.
- Pionierski trud misjonarzy słowiańskich 1881–1969. Wśród ludu Zambii, t. 1, Kraków 1977.
- Burzliwe lata Polonii amerykańskiej, Kraków 1983.
- Chyrowiacy, Kraków 1990.
- Dzieje parafii dobrzechowskiej, Kraków 1995.
- Red. Słownik polskich teologów katolickich, t. 5–7.